# چیراخولا
چیراخولا (به لاتین: Chirakhola) یک روستا در بنگلادش است که در استان باریسال و در ناحیه باریسال واقع شده است.